# 美洲胡瓜魚
美洲胡瓜魚（學名：Osmerus mordax），又名彩虹香鱼（Rainbow smelt），輻鰭魚綱胡瓜魚目胡瓜魚科胡瓜魚屬的一的品種。体型小，一般体长19cm，体重0.9kg，最大体长35cm，体重2kg，但游泳速度较快，可达60km/h。此鱼性胆小，所以很难钓到，但因其肉味鲜美，所以广受世界钓手的欢迎。也可作为观赏鱼，但性娇贵，不易飼養。